# Тънка червена линия
„Тънка червена линия“ (на английски: The Thin Red Line) е американски военен филм от 1998 година на режисьора Терънс Малик. Сценарият, написан от Малик, е базиран на едноименния роман на Джеймс Джоунс от 1962 г. Това е втората екранизация на романа след едноименния филм от 1964 година.

## В ролите
| Изпълнител       | Роля            |
| ---------------- | --------------- |
| Джим Кавийзъл    | Робърт Уит      |
| Бен Чаплин       | Джак Бел        |
| Елиас Котеас     | Джеймс Старос   |
| Шон Пен          | Едуард Уелш     |
| Ник Нолти        | Гордън Тол      |
| Уди Харелсън     | Уилям Кек       |
| Джон Кюзак       | Джон Гаф        |
| Ейдриън Броуди   | Джефри Файф     |
| Джон Савидж      | Джак Маккрон    |
| Джаред Лето      | Уилям Уайт      |
| Тим Блейк Нелсън | Брайън Тилс     |
| Джон Траволта    | Дейвид Куинтард |
| Джон Райли       | Мейнард Сторм   |
| Даш Майок        | Дон Дол         |
| Лари Романо      | Франк Маци      |
| Томас Джейн      | Джейсън Аш      |
| Ари Вервин       | Чарли Дейл      |
| Ник Стал         | Едуард Бийд     |
| Джордж Клуни     | Чарли Бош       |
| Миранда Ото      | Марти Бел       |
| Джон Дий Смит    | Едуард Трейн    |
| Кърк Асеведо     | Алфредо Тела    |

## Награди и номинации
| Категория                    | Номиниран(и)               | Резултат                |
| Оскар (21 март 1999 г.)      | Оскар (21 март 1999 г.)    | Оскар (21 март 1999 г.) |
| ---------------------------- | -------------------------- | ----------------------- |
| Най-добър филм               | Най-добър филм             | номинация               |
| Най-добър филмов монтаж      | Най-добър филмов монтаж    | номинация               |
| Най-добър звук               | Най-добър звук             | номинация               |
| Най-добър режисьор           | Терънс Малик               | номинация               |
| Най-добър адаптиран сценарий | Терънс Малик               | номинация               |
| Най-добра кинематография     | Джон Тол                   | номинация               |
| Най-добра филмова музика     | Ханс Цимер                 | номинация               |
| Сателит (17 януари 1999 г.)  |                            |                         |
| Най-добър актьорски състав   | Най-добър актьорски състав | награда                 |
| Най-добър филм – драма       | Най-добър филм – драма     | награда                 |
| Най-добър режисьор           | Терънс Малик               | награда                 |
| Най-добра кинематография     | Джон Тол                   | награда                 |
| Най-добра филмова музика     | Ханс Цимер                 | награда                 |
| Най-добър филмов монтаж      | Най-добър филмов монтаж    | номинация               |
| Най-добър адаптиран сценарий | Терънс Малик               | номинация               |